# Chotipat Poomkeaw
Chotipat Poomkeaw (tiếng Thái: โชติภัทร พุ่มแก้ว, sinh ngày 20 tháng 2 năm 1997), còn được biết với tên đơn giản Job (tiếng Thái: จ๊อบ), là một cầu thủ bóng đá người Thái Lan thi đấu ở vị trí tiền vệ trung tâm cho câu lạc bộ ở Thai League 2 Chiangmai.

## Danh hiệu

### Quốc tế
U-19 Thái Lan
- Giải vô địch bóng đá U-19 Đông Nam Á
  -  Vô địch (1): 2015